# Aston Villa Football Club
Pour les articles homonymes, voir Aston Villa.
Maillots
Actualités
L'Aston Villa Football Club (prononcé en anglais : [ˈæstənˈvɪlə]) est un club de football anglais de Birmingham qui évolue en Premier League. Fondé en 1874, il a été basé à l'Aston Park de 1874 à 1876 puis au stade de Wellington Road et depuis 1897 au Villa Park.
Club historique du football anglais, Aston Villa est l'un des membres fondateurs de la Football League, en 1888, sous l'impulsion de son président William McGregor. De sa création jusqu'à la fin de la Première Guerre mondiale, il a remporté six championnats et six coupes d'Angleterre sous la direction de George Ramsay. Le club fait également partie des 22 clubs fondateurs, en 1992, de la Premier League.
Après avoir remporté à nouveau le championnat d'Angleterre en 1981, avec Ron Saunders, les Villans soulèvent la Coupe des clubs champions européens (actuelle Ligue des champions) en 1982 sous la direction de Tony Barton. Villa est avec Manchester United, Nottingham Forest, Liverpool, Chelsea et Manchester City l'un des six clubs anglais à avoir remporté cette compétition. C'est le sixième club le plus titré d'Angleterre avec 20 trophées majeurs.
Il existe une très grande rivalité avec l'autre club de la ville, Birmingham City mais également avec West Bromwich Albion et Wolverhampton, deux autres clubs de la région. Les confrontations contre Birmingham City portent le surnom de Second City derby.
Le club évolue en Premier League depuis la saison 2019-2020 après trois saisons passées en Championship. Actuellement détenu par les hommes d'affaires Nassef Sawiris et Wes Edens, son entraîneur est Unai Emery et son capitaine est l'international écossais John McGinn.

## Histoire

### Genèse

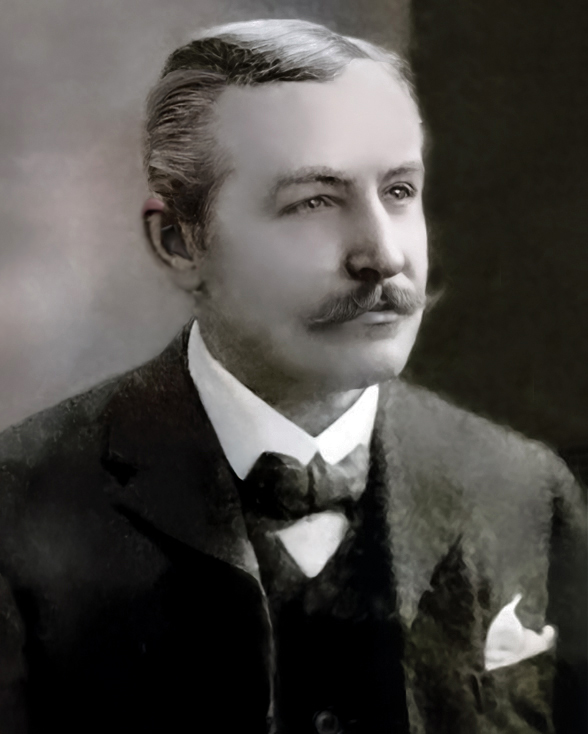
George Ramsay, entraîneur de 1884 à 1926 remporte douze titres avec les Villans.

Le club est fondé en mars 1874 par les membres du cricket du Villa Cross Wesleyan Chapel de Birmingham, désireux de garder une activité sportive durant l'hiver. L'un des cofondateurs du club, Jack Hugues, insista d'ailleurs pour que Villa soit fondé par quinze joueurs de l'équipe de cricket.
Il tire son nom d'Aston, ancienne paroisse et actuel ward (district) de Birmingham, qui a, notamment, donné son nom au manoir Aston Hall et à l'Université Aston. Quatre des fondateurs d'Aston Villa sont Jack Hughes, Frederick Matthews, Walter Price et William Scattergood. Le premier match d'Aston Villa les oppose à l'équipe de rugby locale d'Aston Brook St Mary's. Néanmoins ce match s'est passé dans des conditions particulières ; Villa a dû jouer la première période en respectant le règlement du rugby et la seconde période était une période de football. En 1877, trois ans après la fondation du club, William McGregor, un drapier écossais, est invité à devenir membre du comité du club formé.

Villa devient rapidement l'une des meilleures équipes des Midlands, remportant leur premier trophée, la Birmingham Senior Cup (en) en 1880, sous le capitanat de l'Écossais George Ramsay.

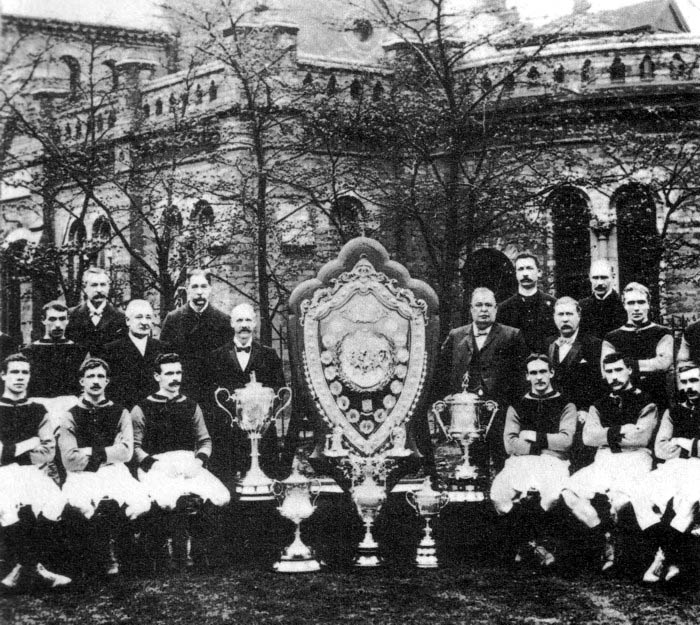
L'équipe d'Aston Villa à la fin du XIXe siècle.

Ramsay devient alors entraîneur du club en 1884 et les Villans gagnent leur première Coupe d'Angleterre en 1887, lors d'une finale disputée à The Oval face à West Brom sur le score de 2-0 grâce à des buts du capitaine Archie Hunter, l'un des premiers joueurs emblématiques du club et de Dennis Hodgetts . Aston Villa est l'une des douze équipes ayant participé au premier Championnat d'Angleterre de football (Football League) en 1888. William McGregor, devenu entre-temps président du club commençait à devenir de plus en plus frustré de voir l'équipe jouer des matchs amicaux sans intérêt et des matchs de FA Cup devant une faible affluence. Il décide alors de fonder le championnat anglais. Le premier match d'Aston Villa au sein du championnat anglais s'est joué le 8 septembre 1888 face à Wolverhampton, un autre club de la région. La rencontre se solda sur un match nul, un partout et c'est Ton Green qui inscrivit le premier but du club en championnat. La première saison voit le club de Preston North End terminer champion, les Villans se classant seconds. Très vite, Villa se révèle être le meilleur club anglais de l'ère victorienne, avec de nombreux titres de champion d'Angleterre et coupes d'Angleterre. Le club atteint pour la seconde fois de son histoire la finale de la FA Cup en 1892 mais s'incline lourdement sur le score de 3-0 face à WBA, qui reprend ainsi sa revanche. L'équipe de Ramsay remporte son premier championnat lors de la saison 1893-1894 en devançant Sunderland et devient rapidement l'un des plus populaires du Royaume. Une foule de 25 000 personnes se réunissaient régulièrement pour assister aux matchs à domicile. Aston Villa remporte une nouvelle fois la FA Cup en 1895 grâce à un nouveau succès face à West Brom, cette fois sur le score de 1-0 et la saison suivante, à l'issue de la saison 1895-1896, le club remporte un nouveau titre de champion. En 1897 est de nouveau une année marquante pour le club qui réalise le doublé Coupe-Championnat et s'installe au stade d'Aston Lower Grounds, renommée par les supporters Villa Park. Devenue la principale équipe du Royaume, Aston Villa remporte deux nouveaux championnats à l'issue des saisons 1898-1899 et 1899-1900.

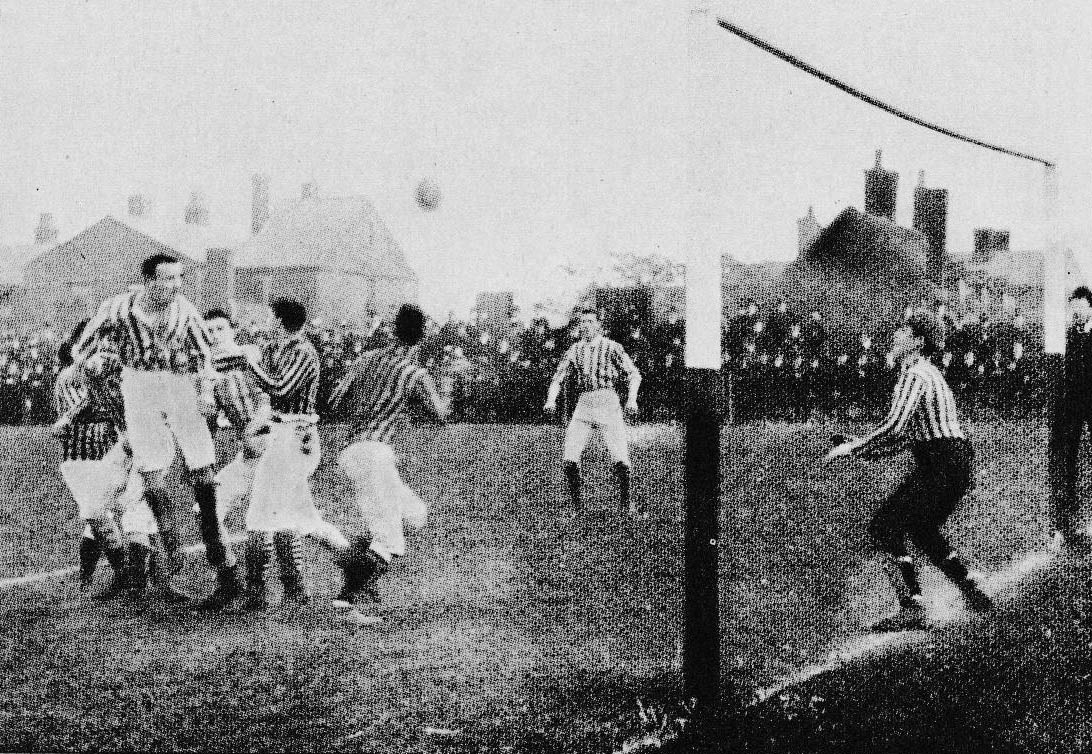
Finale de la Coupe d'Angleterre 1887 remportée par Aston Villa contre West Bromwich Albion.

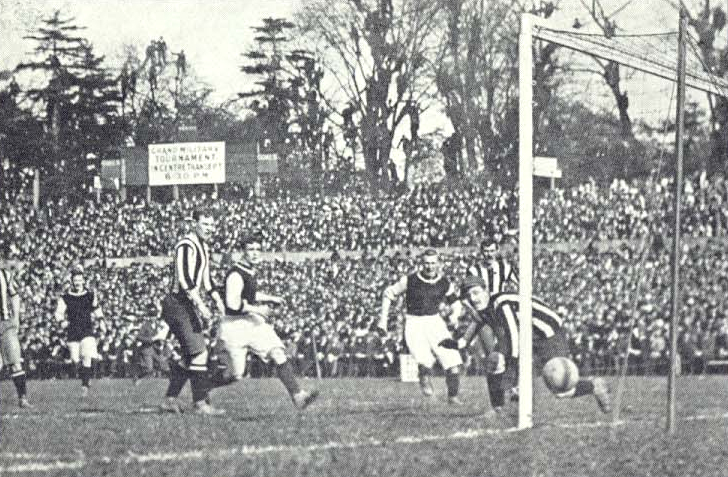
Harry Hampton marquant un de ses deux buts lors de la finale de la FA Cup de 1905.

Malgré un début de siècle quelque peu hésitant, marqué notamment par une bataille contre la relégation lors de la saison 1900-1901, le club se maintient et réalise une nouvelle belle saison en 1902-1903 en terminant deuxième. En 1905, Villa remporte une nouvelle fois la FA Cup devant une foule de Modèle:101117 personnes à Londres face à Newcastle, grâce à deux buts de Harry Hampton. Lors de cette même saison, l'équipe termina quatrième du championnat.
Les quatre exercices suivants resteront corrects pour club qui oscillera entre la huitième et la deuxième place, mais Ramsay et ses joueurs ne parviendront pas à remporter de nouveau trophée. C'est finalement lors de la saison 1909-1910 que Villa remporte une nouvelle fois le championnat en battant notamment le tenant du titre Manchester United 7-1. Il s'agit du sixième titre de champion du club et de George Ramsay, qui aura remporté douze trophées pendant cette période dorée.
En 1913, une nouvelle FA Cup viendra garnir l'armoire à trophées après une victoire 1-0 face à Sunderland.
Cette période de gloire durant laquelle Aston Villa aura remporté six championnats et cinq FA Cup prendra fin avec le déclenchement de la Première Guerre mondiale en 1914.

### Entre deux guerres
Le football reprend en Angleterre en 1919 et Aston Villa soulève sa sixième Coupe d'Angleterre en 1920 en l'emportant 1-0 face à Huddersfield Town, après quoi le club amorce un lent déclin.
En novembre 1923, un drame frappe le club qui voit son défenseur central Tommy Ball être tué par son voisin.
En 1924, Villa retrouve Newcastle en finale de la FA Cup mais perdra cette fois-ci sur le score de 2-0.
Les années suivantes sont moins glorieuses puisque le club enchaîne les saisons dans le ventre mou du classement.
En 1926, George Ramsay quitte le club après 42 années passées sur le banc du club durant lesquelles il aura soulevé pas moins de douze trophées. Le déclin se confirme malgré quelques places sur le podium du championnat, comme lors des saisons 1928-1929 ou 1930-1931. Villa, à cette époque l'un des plus célèbres clubs du football mondial est finalement relégué en 1936 pour la première fois en seconde division. Les lacunes défensives ont en grande partie causé cette relégation : Villa a encaissé 110 buts, 7 d'entre eux étant inscrit par le joueur d'Arsenal Ted Drake lors d'une lourde défaite 7 buts à 1 à Villa Park. Le club termine à une modeste neuvième place lors de sa première saison en seconde division mais remporte le championnat dès la saison suivante, en 1938, sécurisant ainsi son retour dans l'élite seulement deux saisons après la relégation.

### Reconstruction après la guerre
Comme tous les autres clubs anglais, Aston Villa a cessé ses activités durant la Seconde Guerre mondiale, et ce conflit a mis un terme à la carrière de plusieurs footballeurs. Le premier match joué à Villa Park après la fin de la guerre fut une rencontre perdu 1-0 face à Middlesbrough, devant Modèle:50000 spectateurs. 

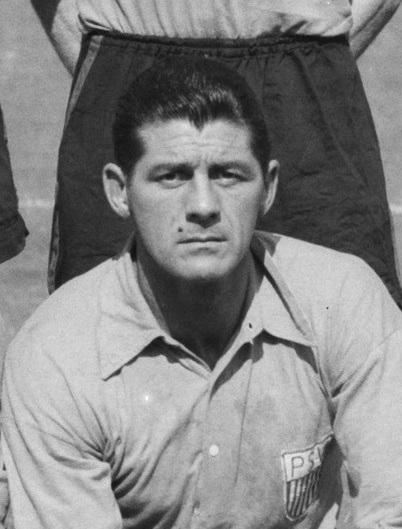
Trevor Ford, membre du Hall of Fame de Villa signe au club en 1947

L'équipe est reconstruite à la fin des années 1940 par l'ancien joueur Alex Massie qui signa notamment l'avant-centre gallois Trevor Ford pour £9,500.
Ford fut l'un des meilleurs joueurs du championnat durant ses trois saisons passées à villa, marquant à soixante reprises en cent-vingt apparitions.
Lors de la saison 1953-1954, Alex Massie fut remplacé par l'ancien joueur Eric Houghton qui décida notamment de faire de Peter McParland un titulaire à part entière au sein de l'équipe.
Aston Villa remporte son premier trophée depuis 37 ans lors de la saison 1956-1957 avec un parcours inattendu en Coupe ponctuée par une victoire en finale contre les Busby Babes de Manchester United.
Ce succès est cependant éphémère puisque la saison suivante voit le club terminer à une quelconque quatorzième place ce qui entraîne le licenciement de Houghton.
L'équipe finalement est reléguée deux saisons plus tard, en 1958-1959, et la lassitude s'empare de Villa Park. Néanmoins, Aston Villa se rétablit en étant champion de deuxième division en 1960 et remportant la saison suivante la première édition de la Coupe de la Ligue.

### Le profond déclin
La fin des années 1960 est une période de tourmente dans le club avec une pression des supporters menant à un remaniement de la gestion du club. L'équipe enchaine les performances décevantes en championnat et ne parvient généralement pas à viser mieux que le milieu de classement. Pire, au fil des années, le club se retrouve empêtré dans la lutte pour le maintien et finit par descendre en deuxième division au terme de la saison 1966-1967. La saison suivante, les supporters demandent la démission des dirigeants, l'équipe ayant terminé 16e du championnat de seconde division. Avec une accumulation de dettes et Villa dans les derniers de la deuxième division, le conseil d'administration remercie l'entraîneur Tommy Cummings (en), et quelques semaines plus tard, l'ensemble du conseil d'administration démissionne sous la pression des supporters. Après beaucoup de spéculations, le club est acheté par le financier londonien Pat Matthews, qui place au poste de président Doug Ellis. Néanmoins, le changement de propriétaire n'empêche pas la chute et en 1970 Villa touche le fond en étant relégué pour en troisième division pour la première fois de son histoire. En 1972, l'équipe est championne de troisième division avec un record de 70 points. Pour son retour en seconde division, Villa manque de peu de retrouver l'élite du football anglais en terminant troisième du classement. Malgré cette saison positive, la suivante est beaucoup plus compliquée. Le club végète dans la seconde partie de tableau au classement et termine l'exercice 1973-1974 à une très décevante quatorzième place. Vic Crowe est alors démis de ses fonctions durant l'intersaison en 1974et est remplacé par Ron Saunders sur le banc de l'équipe de l'équipe. La saison suivante marque l'anniversaire du centenaire du club. Deux joueurs arrivent à Villa Park afin de renforcer l'effectif : l'ailier Frank Carrodous et le défenseur Leigthon Phillips. La première belle performance de Saunders sur le banc de l'équipe est d'offrir au club le second sacre en League Cup de son histoire au termine d'une victoire 1-0 contre Norwich City grâce à un but de Ray Graydon. Fort de ce premier succès, Saunders parvient à faire remonter Aston Villa en First Division au terme d'une saison qui voit le club terminer second. Après huit saisons d'absence, Aston Villa retrouve le plus haut niveau du football anglais pour la saison 75-1976.

### Retour dans l'élite, triomphe européen et nouveau déclin
Le retour de Villa dans l'élite coïncide avec le retour du club au sommet du football anglais et européen.
La première participation du club à une compétition européenne ne restera toutefois pas dans les annales puisque le club est éliminé dès le premier tour de la Ligue Europa après une défaite 5-1 contre les Belges du Royal Antwerp. Pour sa première saison depuis son retour dans l'élite, Villa parvient à se maintenir en terminant seizième. La saison suivante est beaucoup plus positive, le club réalise une belle saison en championnat en terminant quatrième et remporte une nouvelle fois la League Cup, cette fois-ci en battant Everton 3-2. De nouveau qualifié pour l'Europe lors de la saison 1977-1978, le club réalise un beau parcours en Coupe UEFA en atteignant les quarts de finale de la compétition (défaite face à Barcelone 4-3 sur l'ensemble des deux matchs).
Ce fut cependant plus compliqué sur le plan national car la reconstruction entamée par Saunders prend du temps. Il fait venir plusieurs joueurs de talent comme Allan Evans, Gary Shaw, ou encore Tony Morley mais le club ne parvient pas à viser les sommets en championnat, terminant deux fois huitième et une fois septième à la fin des années 1970.
Lors de l'été 1980, le club réalise un gros coup et parvient à obtenir la signature de l'attaquant Peter Withe en provenant de Newcastle pour £500.000.

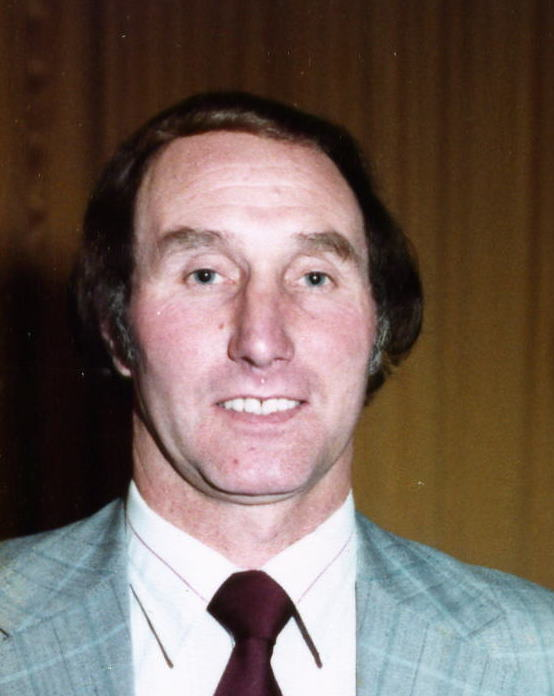
Tony Barton remporte la Coupe des clubs champions européens avec Aston Villa en 1982.

Tous ces investissements et le travail de Saunders vont finir par payer. A la lutte pour le titre avec Ipswich Town voir Arsenal, Aston Villa remporte le championnat d'Angleterre en 1981, son premier titre de champion en 71 ans. Toutefois, le club aura du mal à assumer son statut de champion sur la scène nationale. Le club démarre mal sa saison et ne parvient pas à se mêler à la lutte pour le titre. Qualifié pour la Coupe d'Europe des clubs champions en tant que champion d'Angleterre, Aston Villa écarte au premier tour le club de Valur Reykjavik 7-0 avant de se qualifier face au BFC Dynamo grâce à la règle du but à l'extérieur. En février 1982, le club végète dans les bas-fonds du classement, à la 19e place et Saunders décide de démissionner, à la surprise générale. Il est immédiatement remplacé par son adjoint Tony Barton, dont la mission principale sera d'assurer le maintien du club en première division, ce qui sera chose faite puisque Villa termine finalement onzième. Cette saison compliquée et décevante va toutefois devenir historique puisque le club, qualifié pour les quarts de finale de la Coupe des clubs champions européens va réussir à se défaire du Dynamo Kiev pour rejoindre le dernier carré. En demi-finale, le club à rendez-vous avec le Royal Sporting Club Anderlecht, l'une des meilleures équipes du moment et parvient à écarter le club belge, 1-0 sur l'ensemble des deux matchs. 

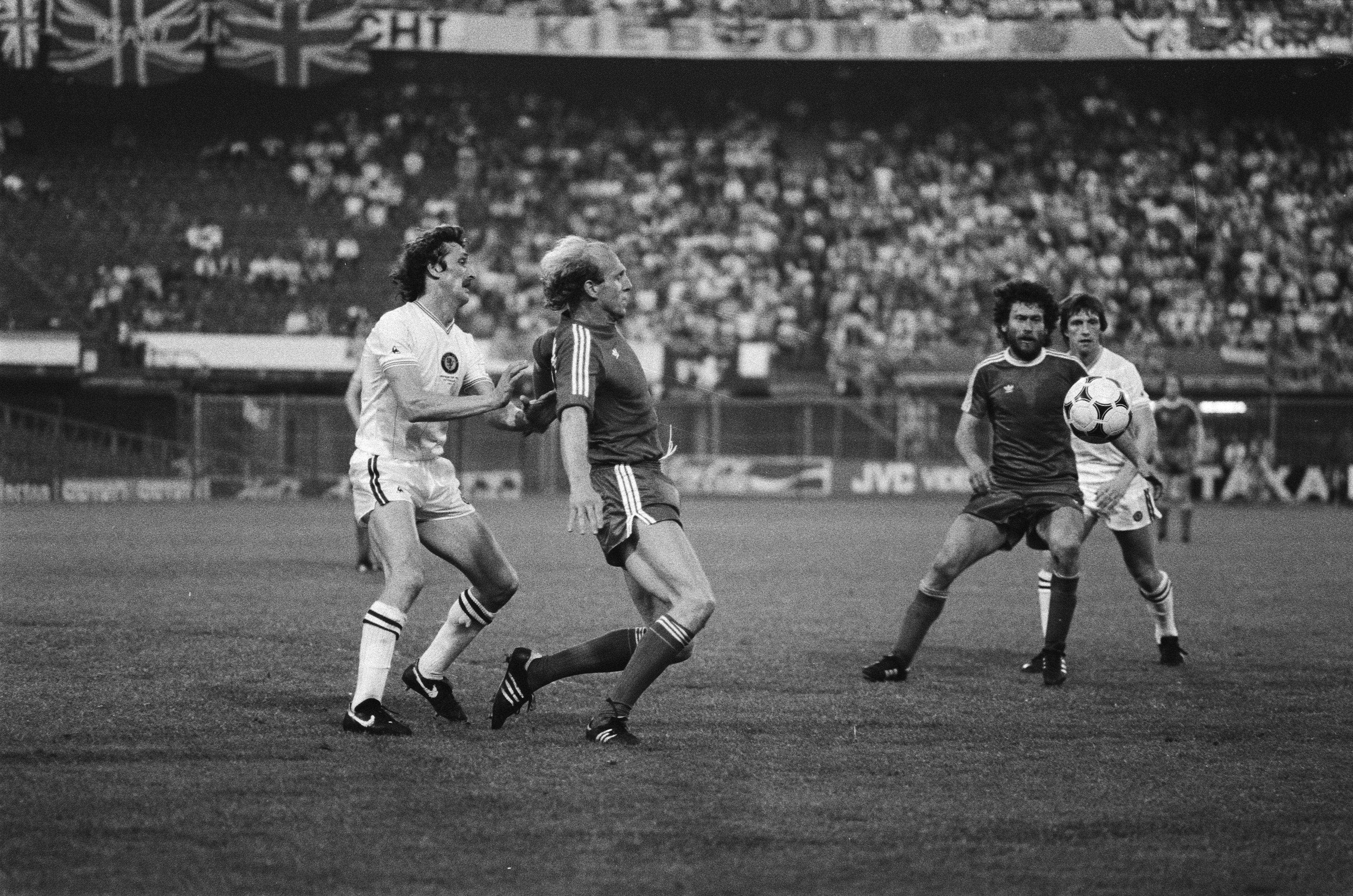
Aston Villa en finale de la Coupe des champions 1982 face au Bayern.

Qualifiés pour la finale, les Villans ont rendez-vous avec le Bayern Munich, au Kuip de Rotterdam pour tenter d'inscrire leur nom dans l'histoire de la plus prestigieuse des compétitions européennes. Le début de match est compliqué pour Villa. Les Allemands débutent bien la rencontre et inscrivent même un but après trois minutes de jeu qui sera annulé pour hors-jeu. Les hommes de Barton perdent ensuite leur gardien titulaire Jimmy Rimmer sur blessure après neuf minutes de jeu. Finalement, à la 67e minute de jeu, l'attaquant Peter Withe marque l'un des buts les plus importants de l'histoire du club puisqu'il permet aux siens de l'emporter 1 but à 0. Aston Villa devient ainsi le quatrième club anglais à soulever la coupe aux grandes oreilles après Manchester United, Liverpool et Nottingham Forest 
Quelques mois plus tard, l'équipe rajoute une nouvelle ligne à son palmarès européen en remportent la Supercoupe d'Europe face au FC Barcelone 3-1 sur l'ensemble des deux matchs avec des buts de Gary Shaw, Gordon Cowans et Ken McNaught.

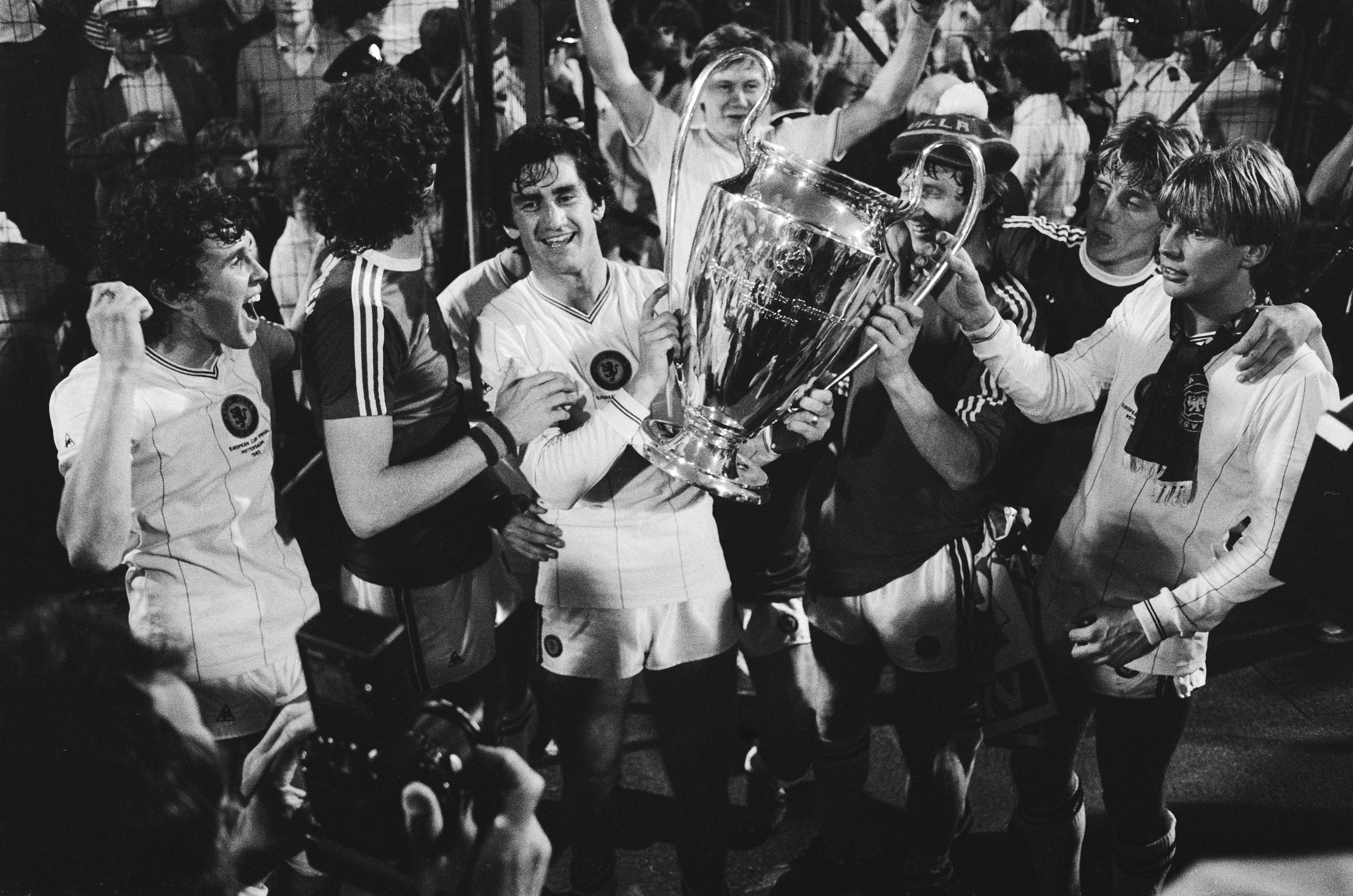
Le capitaine Dennis Mortimer soulevant la coupe aux grandes oreilles.

Paradoxalement, cette victoire est le début d'un nouveau déclin. Le club est endetté et ne parvient pas à assumer son nouveau statut. Les Villans perdent leur titre de champions d'Europe en s'inclinant en quarts de finale 2 buts à 5 sur l'ensemble des deux matchs contre la Juventus et s'inclinent en finale de la Coupe intercontinentale contre Peñarol. La saison 1982-1983 se conclut par une honnête sixième place au classement mais à l'été 1984, alors que le club vient de ponctuer la saison 1983-1984 à la dixième place, Barton est limogé et est remplacé par Graham Turner. Turner est incapable de mettre fin au déclin du club et en 1986, le club se retrouve à lutter contre la relégation. Malgré le maintien, le début de saison 1986-1987 est catastrophique et Turner est remercié. Il est alors remplacé par l'Écossais Billy McNeill, légende du Celtic mais ce dernier ne parviendra pas à sauver le club de la relégation. En 1987, cinq années après avoir atteint le toit de l'Europe, Aston Villa est relégué en seconde division Mcneill quitte alors le club et la direction décide d'engager Graham Taylor pour entamer la reconstruction. Le club remonte immédiatement en première division en terminant deuxième, grâce notamment aux performances remarquées de David Platt. De retour dans l'élite, Villa parvient à éviter la relégation de justesse et l'année suivante, en 1990, termine à la surprise générale vice-champion en 1990. Taylor quitte le club pour devenir sélectionneur de l'Angleterre et est remplacé par Josef Venglos, premier manager non britannique de l'histoire du club. Venglos ne reste cependant qu'une seule saison à Birmingham et est remplacé par Ron Atkinson en 1991.

### Aston Villa en Premier League

#### Une valeur sûre du royaume (1992-2010)
Villa est l'un des membres fondateurs de la Premier League en 1992. Sous la direction de Ron Atkinson, le club réalise une excellente première saison dans cette nouvelle compétition et termine dauphin de Manchester United.
Le 27 mars 1994, Aston Villa remporte la League Cup mais les résultats en championnat sont en baisse. En novembre 1994, Atkinson, déjà affaibli par une faible dixième place à l'issue de la saison 1993-1994 est démis de ses fonctions.
Il est alors remplacé par l'entraîneur de Leicester : Brian Little. Little parvient à éviter la relégation au club et décida de modifier considérablement l'effectif durant l'été 1995 en vendant se débarrassant de plusieurs joueurs âgés afin de bâtir une équipe plus jeune.
Villa remporte une nouvelle fois la League Cup en 1996 face à Leeds et se hissa jusqu'en demi-finale de la FA Cup. En plus de ces bons résultats en coupes, les Villans répondent également présent en championnat et terminent l'exercice 1995-1996 à une très belle quatrième place.
Le club ne parvient cependant pas à s'installer durablement dans le haut du classement et en février 1998, Brian Little décide de démissionner alors que son équipe végète à la quinzième place en championnat.
Arrive alors sur le banc de Villa Park un ancien joueur du club en la personne de John Gregory.
Gregory parvient à ré dynamiser l'équipe et Villa terminé finalement à la septième place du classement, se qualifiant ainsi pour la Coupe UEFA.
En août 1998, le club vend un de ses joueurs vedette Dwight Yorke à Manchester United contre 12,6 millions de livres. Malgré cette perte, Gregory parvient tout de même à accrocher le milieu de tableau avec son équipe et atteint même la finale de la FA Cup pour la première fois depuis 57 ans (défaite 1-0 face à Chelsea).
Malgré ces résultats globalement satisfaisant, Gregory démissionne en janvier 2002 après que ses relations avec le propriétaire se soient dégradées.
Graham Taylor, déjà entraîneur du club fut alors rappelé mais quittera son poste à l'issue de la saison 2002-2003.
Le board décide alors d'engager comme entraîneur l'Irlandais David O'Leary, qui jouit d'une grosse cote de popularité après avoir emmené Leeds jusqu'en demi-finale de la Ligue des champions. Sa première saison fut convaincante puisque le club termine à la sixième place du classement.
La saison 2005-2006 fut cependant nettement plus décevante avec une triste seizième place, malgré l'achat de plusieurs joueurs de renom comme Kevin Phillips ou Wilfred Bouma.
La pression sur O'Leary s'accentua, ce qui le mena à quitter le club par consentement mutuel en juillet 2006.
O'Leary est alors remplacé par Martin O'Neill, qui rejoint le club dans l'euphorie générale[réf. nécessaire].

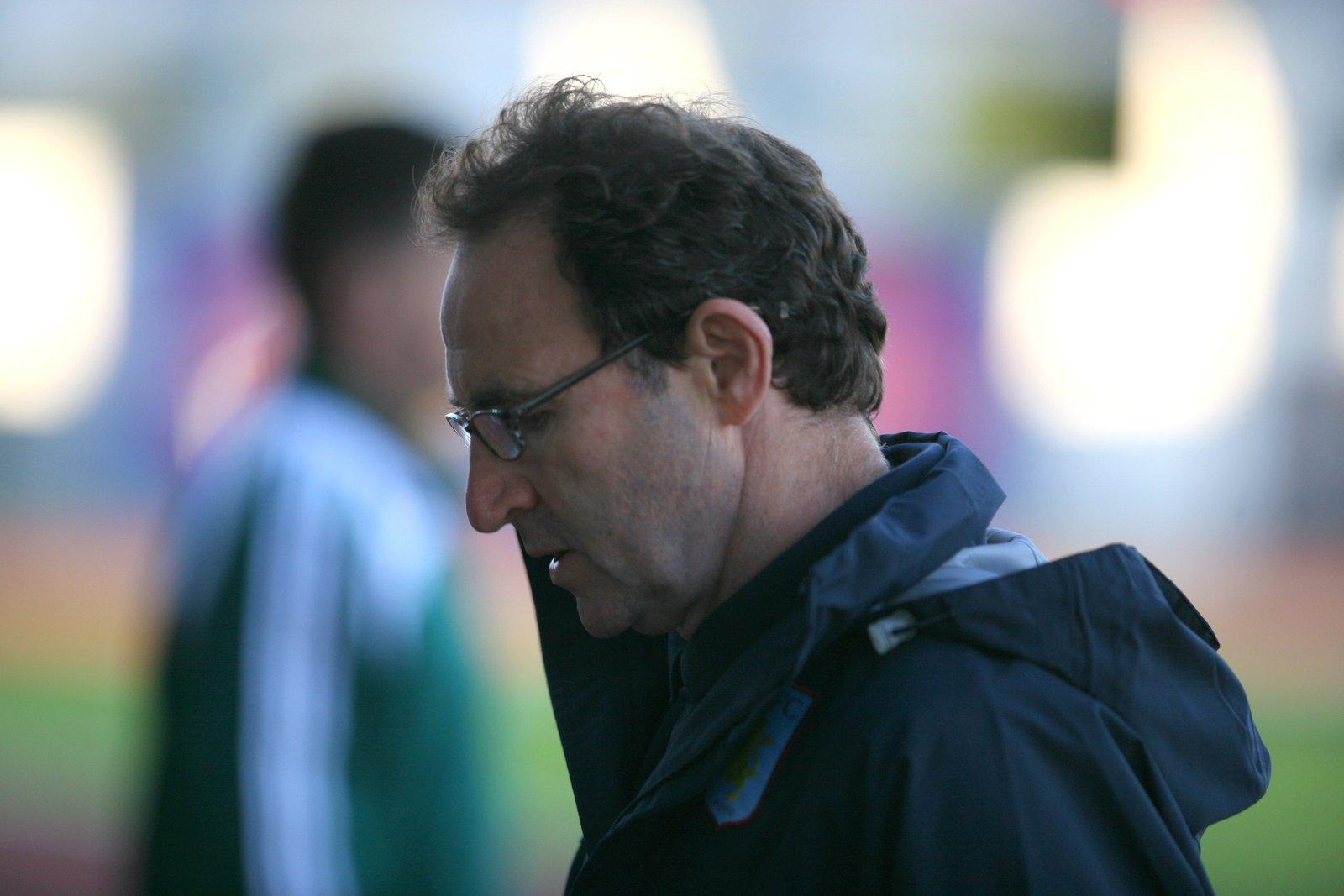
Martin O'Neill permet à Villa de retrouver les compétitions européennes dans les années 2000.

En août 2006, après vingt-trois ans en tant que président et principal actionnaire du club (environ 38 % des actions du club), Doug Ellis décide de vendre ses parts à l'homme d'affaires américain Randy Lerner, propriétaire de la franchise NFL des Cleveland Browns. L'arrivée d'un nouvel entraîneur et d'un nouveau propriétaire marque le début d'une nouvelle période d'optimisme à Villa Park ainsi que de nouveaux changements tels qu'un nouveau blason, un nouveau maillot et de nouveaux sponsors durant l'été 2007,.
Outre ces importants accords commerciaux, le club investit également sur le marché des transferts afin de rendre l'équipe de plus en plus compétitive. Arrivent alors à Villa Park des joueurs comme John Carew ou Ashley Young et le club termine la saison 2006-2007, la première avec O'Neil à bord à la onzième place.
Grâce au travail de l'entraîneur nord-irlandais et aux performances de plusieurs joueurs talentueux comme Ashley Young, Gareth Barry, Gabriel Agbonlahor, Aston Villa parvient à se stabiliser dans le top 10 du classement. La saison 2007-2008 vit le club terminer à la sixième place du classement et se qualifier ainsi pour la Coupe Intertoto. Un triomphe dans cette compétition durant l'été 2008 octroya par la suite une place au club pour disputer la phase de groupes de la Coupe UEFA 2008-2009.
En 2010, Aston Villa retrouve Wembley afin de disputer la finale de la League Cup face à Manchester United (défaite 2-1).
La même année, Villa fait aussi une performance en FA Cup mais bute sur Chelsea en demi-finale. Le score final est de 3–0.

#### Déclin et relégation (2010-2016)
Juste cinq jours avant le début de la saison 2010-2011, le contrat de O'Neill est alors résilié. L’entraîneur de l'équipe réserve Kevin MacDonald dirige alors l'équipe par intérim, en attendant que le club engage Gérard Houllier en septembre 2010. Malgré ce changement d'entraîneur, Villa réalise une saison 2010-2011 correcte puisque le club termine à la neuvième place du classement. Malheureusement, Houllier est contraint de démissionner le 1er juin 2011 pour des raisons de santé. Il est remplacé par l’entraîneur de Birmingham City Alex McLeish, malgré les nombreuses protestations des fans à l'encontre de sa nomination. La saison 2011-2012 est difficile pour le club qui s'enfonce dans la deuxième partie de tableau. McLeish ne restera finalement que onze mois à la tête de l'équipe, son contrat se termine à la fin de la saison 2011-2012, Villa finit alors à la 16e place, tout proche de la relégation.

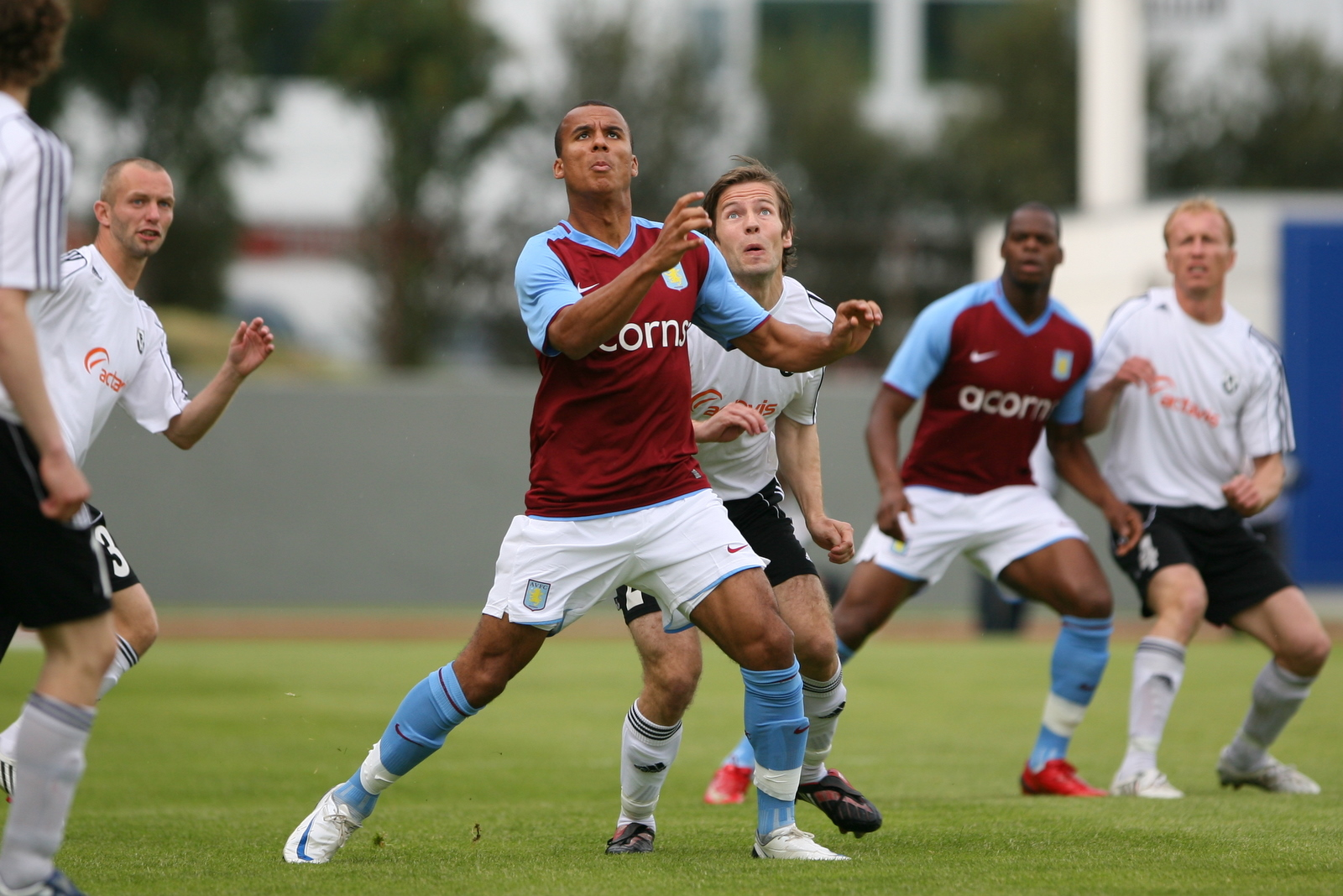
Gabriel Agbonlahor, attaquant du club de 2005 à 2018.

Le 28 février 2012, le club annonce une perte financière de 53,9 millions de livres sterling.
Arrive alors pour le remplacer l'entraîneur écossais Paul Lambert.
Le club enchaîne les mauvaises performances et est contraint de lutter contre la relégation.
Le 12 mai 2014, Lerner décide de mettre le club en vente.
En février 2015, alors que le club se bat pour rester dans l'élite, Lambert est démis de ses fonctions et est remplacé par Tim Sherwood qui parvient finalement à sauver le club. La saison 2014-2015 est ponctuée par une légère embellie puisque les Villans atteignent la finale de la FA Cup mais sont écrasés par Arsenal, 4-0.
Malgré cette finale et ce sauvetage, Sherwood sera licencié le 15 octobre 2015 après le début de saison catastrophique du club.
Après un intérim de quelques semaines de Kevin McDonald, c'est l'entraîneur français Rémi Garde qui accepte de prendre l'équipe en charge en signant un contrat de trois ans et demi.
Malgré ce contrat, il ne restera que quelques mois à Villa Park puisqu'il quitte le club en mars 2016.
À l'issue d'une campagne 2015-2016 catastrophique qui vit le club terminer bon dernier, Villa est relégué en Championship pour la première fois de l'ère de la Premier League.

#### Rachats successifs et remontée en Premier League (2016-)
En juin 2016, alors qu'Aston Villa s'apprête à vivre sa première saison en division 2 depuis 1988, l'homme d'affaires chinois Tony Xia trouve un accord pour racheter le club contre 76 millions de livres.
L'entraîneur italien Roberto Di Matteo, ancien vainqueur de la Ligue des champions de l'UEFA avec Chelsea est alors engagé pour prendre les rênes de l'équipe.
Cependant, à cause d'un mauvais début de saison, il est licencié après douze matchs et remplacé par Steve Bruce. Ce premier exercice en Championship se termine de façon décevante pour le club puisque Villa termine à la treizième place du classement.
La saison 2017-2018 fut nettement plus encourageante pour Bruce et ses hommes puisqu'après avoir terminé quatrièmes, ils atteignent la finale des barrages d'accession à la Premier League. Toutefois, au terme d'un match disputé face à Fulham, ce sont finalement les Cottagers (surnom des joueurs de Fulham) qui sont promus.

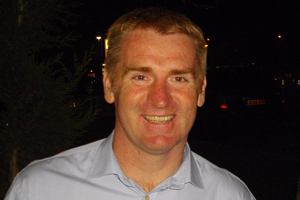
Dean Smith permet à Aston Villa de remonter en Premier League en 2019.

En juillet 2018, Tony Xia décide de vendre le club à Nassef Sawiris et Wes Edens qui arrivent avec l'ambition d'investir massivement et de restructurer le club.
Arrivent alors au club l'international écossais John McGinn contre 3 millions d'euros, ou encore Tammy Abraham, Axel Tuanzebe et Tyrone Mings sous forme de prêts. Le club parvient également à conserver son capitaine et meneur de jeu Jack Grealish, malgré l'intérêt de plusieurs clubs de Premier League.
Malgré cet été enthousiasmant, Steve Bruce, fragilisé par la défaite en finale des barrages est finalement licencié en octobre 2018 alors que le club occupe la douzième place en championnat.
Arrive alors l'entraîneur anglais Dean Smith, fan de Villa depuis son enfance. Il sera épaulé par l'ancien grand défenseur anglais John Terry, qui avait terminé sa carrière au club quelques mois auparavant.
Sous la direction de Smith, les résultats de l'équipe s'améliorent considérablement.
Grâce à une série de dix victoires consécutives entre mars et avril, le club parvient à remonter au classement et à arracher une place qualificative pour les barrages.
Après avoir éliminé le rival de West Brom, Aston Villa l'emporte 2-1 à Wembley face à Derby County.
Grâce à cette victoire, le club est officiellement promu en Premier League le 27 mai 2019, trois ans après sa relégation.

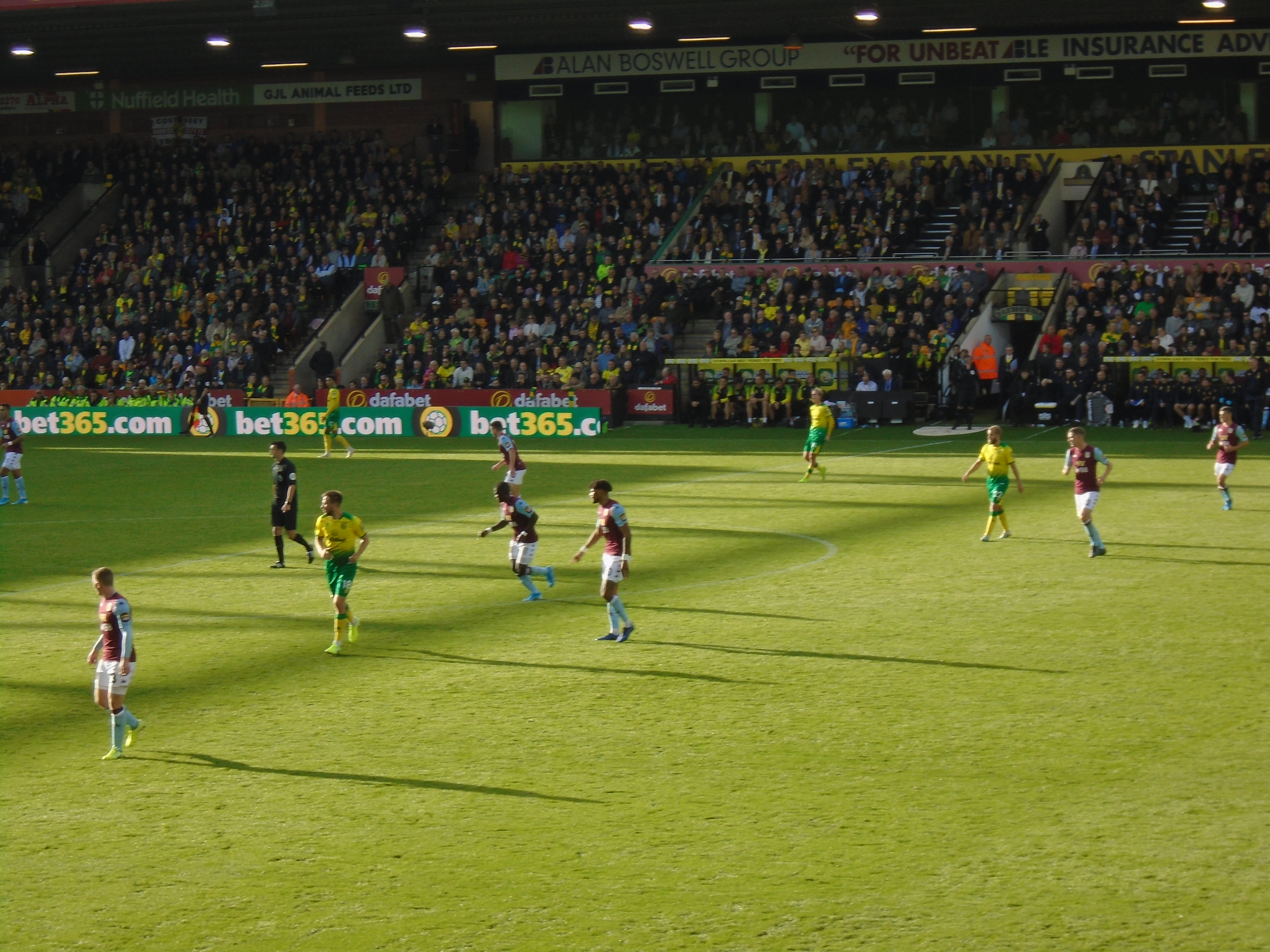
Les Villans face à Norwich lors de leur retour en Premier League en 2019.

Fort de ce retour dans l'élite et grâce aux apports financiers engendrés par cette promotion, le club peut se permettre d'investir massivement sur le marché des transferts durant l'été 2019.
Arrivent alors du côté de Villa Park plusieurs jeunes joueurs à haut potentiel comme Wesley, Matthew Targett ou encore Douglas Luiz.
Au total, le club a dépensé plus de 100 millions de livres afin de bâtir un effectif lui permettant d'être compétitif en Premier League.
Lors de la saison 2020-2021 en League Cup, Aston Villa élimine Liverpool en quart de finale (5-0), puis Leicester City en demi-finale (cumul des scores 3-2) et arrive jusqu'en finale, mais est vaincu par Manchester City (2-1).
Sauvé de justice, le club réinvesti de nouveau beaucoup d'argent lors du mercato estival. Dean Smith fait venir à Villa Park l'attaquant anglais Ollie Watkins et le latéral droit Matty Cash, tous deux venus de Championship ainsi que le gardien argentin Emiliano Martínez en provenance d'Arsenal. Ce nouveau recrutement ambitieux couplé à l'adaptation des recrues de la saison précédente permet à Smith et ses hommes de réaliser un début de saison de grande qualité. Début octobre 2020, Villa réussi d'ailleurs une performance historique en étrillant le champion en titre Liverpool, sur le score de 7-2.

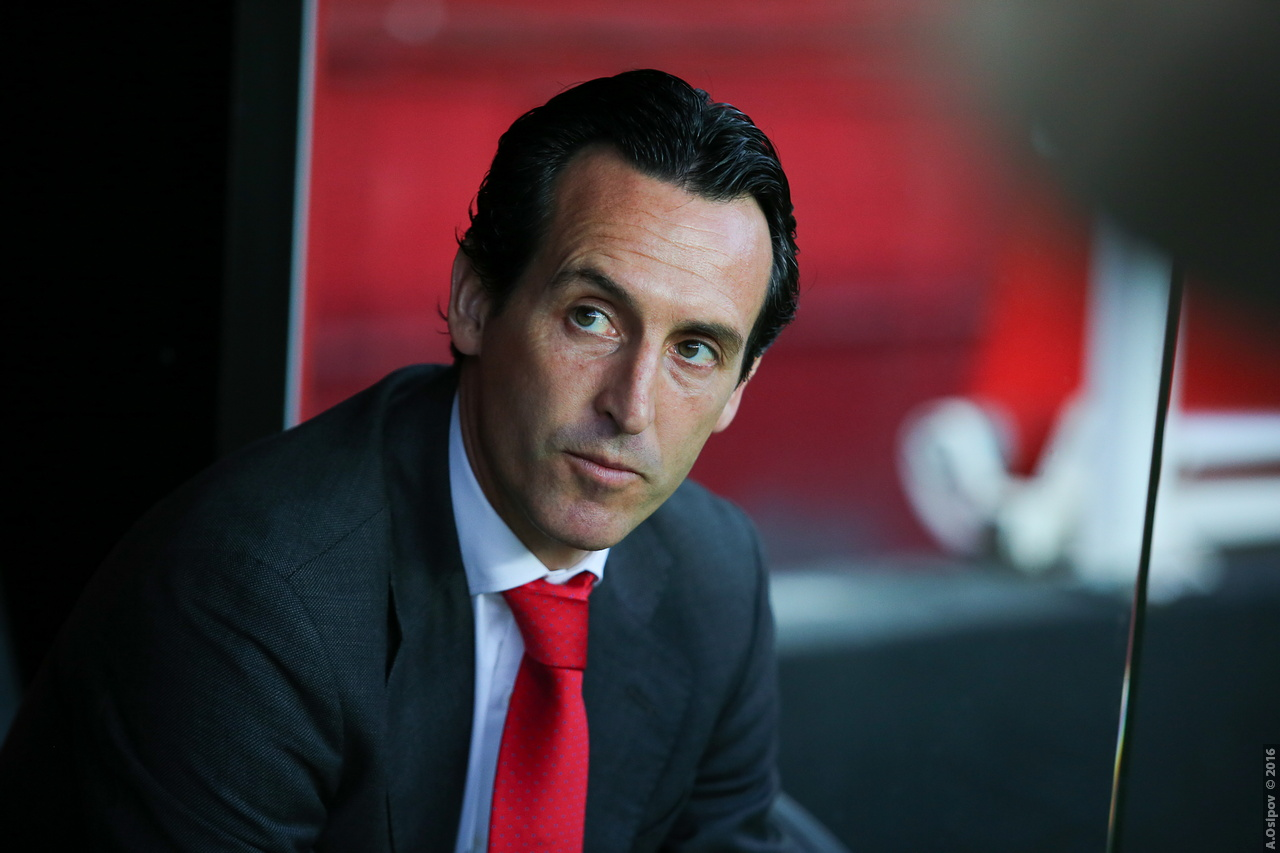
Unai Emery, l'entraineur actuel emmène le club en Ligue des champions en 2024.

Le club rentre toutefois légèrement dans le rang à partir du mois de décembre et termine à une honorable onzième place en fin de saison.
Durant l'été 2021, le capitaine formé au club Jack Grealish est vendu à Manchester City contre 100 millions de livres sterling. Ce transfert fait de l'enfant du club le joueur britannique le plus cher d'histoire.
Le début de saison 2021-2022 est assez difficile pour le club. Le vide laissé par Grealish ainsi que l'adaptation des nouvelles recrues (Emiliano Buendía, Leon Bailey, Danny Ings) ne permettent pas au club d'obtenir de la régularité en championnat. Les Villans enchaînent même cinq défaites consécutives en championnat et le 7 novembre 2021, la direction décide de se séparer de Dean Smith. Le 11 novembre, le club annonce l'arrivée sur le banc de Steven Gerrard en provenance des Rangers.
Le début de saison 2022-2023 est encore difficile puisque le club compte 9 points en 11 journées et n'est non-relégable qu'au nombre de buts marqués. Steven Gerrard est licencié le 21 octobre et remplacé trois jours après par Unai Emery.

## Bilan sportif

### Palmarès
| Compétitions nationales | Compétitions internationales |
| --- | --- |
| Compétitions actuelles - Championnat d'Angleterre (7) - Champion : 1894, 1896, 1897, 1899, 1900, 1910 et 1981. - Vice-champion : 1889, 1903, 1908, 1911, 1913, 1914, 1931, 1933, 1990 et 1993. - Coupe d'Angleterre (7) - Vainqueur : 1887, 1895, 1897, 1905, 1913, 1920 et 1957. - Finaliste : 1892, 1924, 2000 et 2015. - Coupe de la Ligue (5) - Vainqueur : 1961, 1975, 1977, 1994 et 1996. - Finaliste : 1963, 1971, 2010 et 2020. - Charity / Community Shield (1) : - Vainqueur : 1981 - Finaliste : 1910, 1957 et 1972. - Championnat d'Angleterre de deuxième division : (2) - Champion : 1938 et 1960. - Vice-champion : 1975 et 1988. - Championnat d'Angleterre de troisième division : (1) - Champion : 1972. | Compétitions actuelles - Coupe des clubs champions européens / Ligue des champions (1) - Vainqueur : 1982. - Supercoupe de l'UEFA (1) - Vainqueur : 1982. Compétitions disparues - Coupe Intertoto (1) - Vainqueur : 2001. - Coupe intercontinentale - Finaliste : 1982. |

### Records

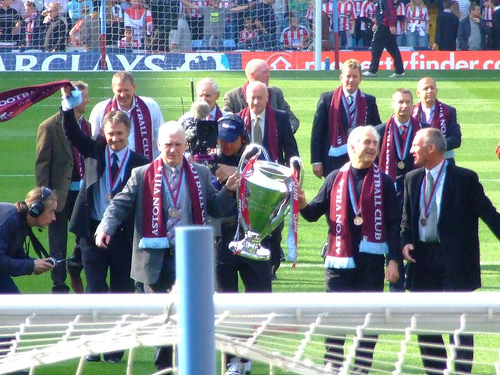
Les vainqueurs de la Coupe des champions 1982 paradant à Villa Park.

Après la fin la saison 2011-2012, Aston Villa a disputé 105 saisons dans l'élite du football anglais. Le seul club à être resté plus longtemps est Everton, avec 114 saisons, faisant des confrontations entre les deux clubs les matchs les plus joués du championnat. Ils sont cinquièmes dans le classement du championnat d'Angleterre toutes saisons confondues, et ont le sixième plus grand total de titres avec 22 victoires.
Aston Villa détient actuellement le record de buts marqués en une saison de championnat avec 128 réalisations durant la saison 1930-1931, avec un but de plus qu'Arsenal, champion cette année-là. Archie Hunter fut le premier joueur à marquer dans chaque match de FA Cup en 1887. Le record d'invincibilité à domicile d'Aston Villa dans les matchs de FA Cup dura 13 ans avec 19 matchs, de 1888 à 1901.
Aston Villa est une des six équipes anglaises à avoir remporté la Ligue des champions. C'est le 26 mai 1982, en battant le Bayern Munich sur le score d'un but à zéro, une réalisation de Peter Withe.

## Couleurs et logos

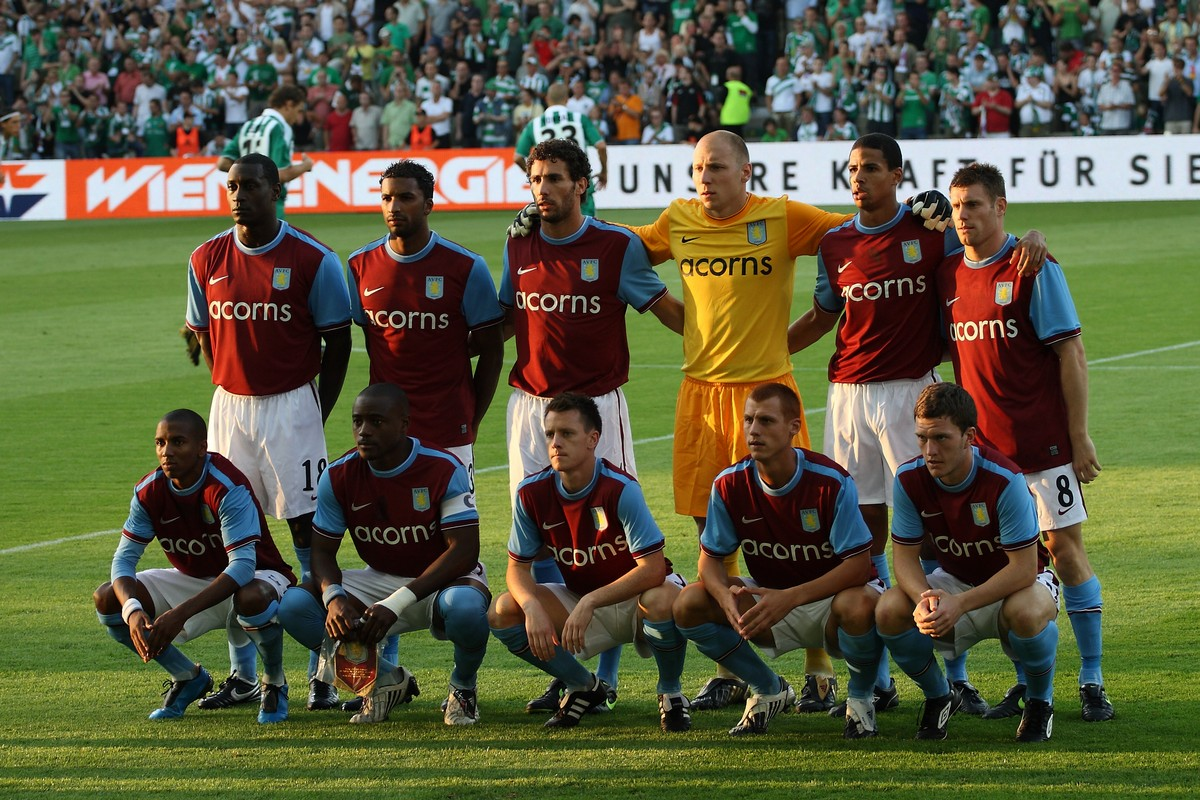
Les joueurs de Villa portant les couleurs traditionnelles du club.

La tenue historique du club est un maillot rouge bordeaux à manches bleues, un short blanc avec des bandes bleues et bordeaux et des chaussettes bleu ciel à bandes bordeaux et blanches. Au début, les maillots d'Aston Villa étaient assez simples (blancs, gris, bleus) avec des shorts blancs ou noirs. Durant quelques années (1877-1879) l'équipe portait des tenues blanches, bleues et noires, rouges et bleues où même vertes. Vers 1880, des maillots noirs ornés d'un lion rouge sur la poitrine, introduits par William McGregor. Les rayures reviennent alors pour six ans puis laissent place aux couleurs que l'on connait aujourd'hui. La couleur chocolat est devenue plus tard bordeaux. La raison de la conservation des couleurs historiques n'est pas connue.
Un nouveau logo a été dévoilé le 2 mai 2007. Il comporte une étoile représentant la victoire en Coupe d'Europe des clubs champions en 1982, et un arrière-plan bleu clair derrière le lion rampant, symbole du club. La devise traditionnelle "Prepared" reste sur le blason, tandis que le nom Aston Villa a été réduit à AVFC, inscrit en bordeaux. Randy Lerner avait lancé un appel aux supporters afin de donner leur avis sur le nouveau logo.

Ancien logo de 1990
Jusqu'en 1992
1992-2007
2007-2016
2016-2023
2023-2024
Depuis 2024

## Infrastructures

### Stade
Aston Villa est résident de Villa Park, un stade de catégorie 3 UEFA. Auparavant ils évoluaient à l'Aston Park (1874–1876) et à Perry Barr (1876–1897).
Villa Park est le huitième plus grand stade en Angleterre et peut accueillir 42 788 spectateurs. Il a accueilli 16 matches internationaux de l'équipe d'Angleterre de football, le premier en 1899, et le plus récent en 2005. Villa Park est le stade le plus utilisé en demi-finales de FA Cup avec 55 demi-finales. Le club envisage d'agrandir la tribune nord, ce qui augmenterait la capacité du stade à environ 51 000.

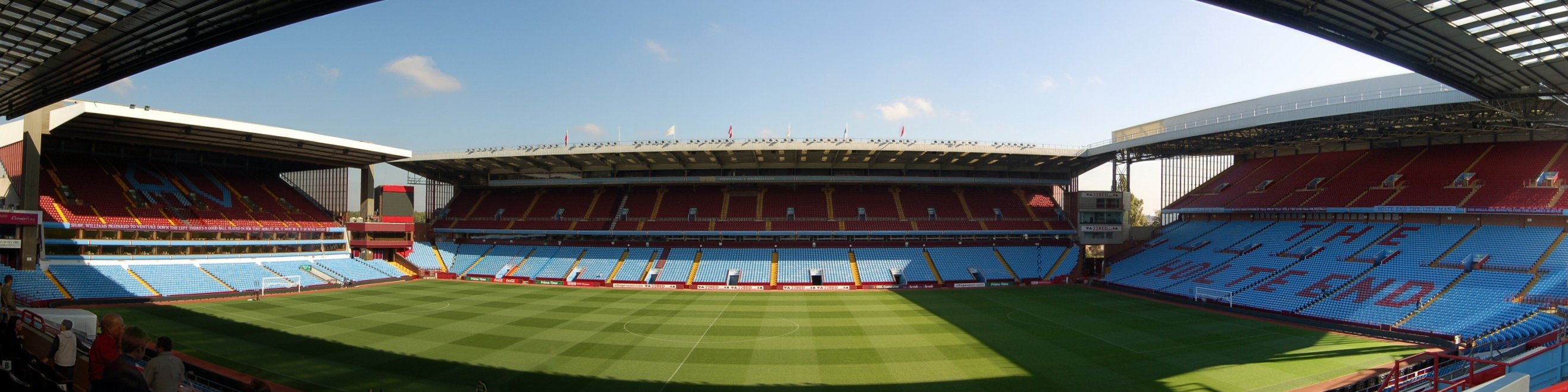
Panorama actuel de Villa Park depuis la tribune Trinity Road, montrant de gauche à droite les tribunes Nord, Doug Ellis et Holte End.

### Centre d'entraînement
L'actuel centre d'entraînement est situé à Bodymoor Heath Training Ground (en) au nord du Warwickshire, le site ayant été acheté par Doug Ellis dans les années 1970. Les installations ayant vieilli, en novembre 2005, Aston Villa annonce un plan de renouvellement de Bodymoor en deux phases. Mais ce plan est suspendu jusqu'à nouvel ordre par Ellis à cause de problèmes financiers, jusqu'à ce que le nouveau propriétaire Randy Lerner en fasse une de ses priorités. Le nouveau centre est inauguré le 6 mai 2007, par l'entraîneur Martin O'Neill, le capitaine Gareth Barry et le capitaine vainqueur de la Coupe d'Europe 1982 Dennis Mortimer.

## Joueurs et personnalités du club

### Managers
Le premier manager du club est l'Écossais George Ramsay, jusqu'alors joueur du club. Il a remporté six FA Cups et six championnats de première division durant ses 42 années au club comme manager. Le Tchécoslovaque Jozef Vengloš fut le premier manager ne venant pas de Grande-Bretagne.
| Rang | Nom                 | Période   |
| ---- | ------------------- | --------- |
| 1    | George Ramsay       | 1884-1926 |
| 2    | W. J. Smith (en)    | 1926-1934 |
| 3    | Jimmy McMullan      | 1934-1935 |
| 4    | Jimmy Hogan         | 1936-1939 |
| 5    | Alex Massie         | 1945-1950 |
| 6    | George Martin (en)  | 1950-1953 |
| 7    | Eric Houghton (en)  | 1953-1958 |
| 8    | Joe Mercer          | 1958-1964 |
| 9    | Dick Taylor (en)    | 1964-1967 |
| 10   | Tommy Cummings (en) | 1967-1968 |
| 11   | Tommy Docherty      | 1968-1970 |
| 12   | Vic Crowe           | 1970-1974 |

| Rang | Nom                | Période   |
| ---- | ------------------ | --------- |
| 13   | Ron Saunders       | 1974-1982 |
| 14   | Tony Barton        | 1982-1984 |
| 15   | Graham Turner (en) | 1984-1986 |
| 16   | Billy McNeill      | 1986-1987 |
| 17   | Graham Taylor      | 1987-1990 |
| 18   | Jozef Vengloš      | 1990-1991 |
| 19   | Ron Atkinson       | 1991-1994 |
| 20   | Brian Little       | 1994-1998 |
| 21   | John Gregory (en)  | 1998-2002 |
| 22   | Graham Taylor      | 2002-2003 |
| 23   | David O'Leary      | 2003-2006 |
| 24   | Martin O'Neill     | 2006-2010 |

| Rang | Nom               | Période             |
| ---- | ----------------- | ------------------- |
| 25   | Gérard Houllier   | 2010-2011           |
| 26   | Alex McLeish      | 2011-2012           |
| 27   | Paul Lambert      | 2012-2015           |
| 28   | Tim Sherwood      | 2015-oct. 2015      |
| 29   | Rémi Garde        | nov. 2015-mars 2016 |
| 30   | Roberto Di Matteo | 2016-oct. 2016      |
| 31   | Steve Bruce       | oct. 2016-oct. 2018 |
| 32   | Dean Smith        | oct. 2018-nov.2021  |
| 33   | Steven Gerrard    | nov. 2021-oct.2022  |
| 34   | Unai Emery        | depuis oct.2022     |

### Joueurs emblématiques

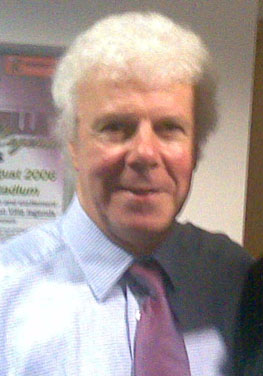
Charlie Aitken, joueur le plus capé de l'histoire du club.

Il y a beaucoup de joueurs pouvant être considérés comme emblématiques dans l'histoire d'Aston Villa. En février 2011, Aston Villa est un des clubs ayant fourni le plus d'internationaux à l'équipe d'Angleterre, avec 71 joueurs.
Aston Villa a eu des joueurs ayant effectué l'intégralité de leur carrière à Aston Villa comme Charlie Aitken, joueur le plus capé de l'histoire du club. En 1998, pour célébrer son centenaire, la Football League a établi une liste des 100 meilleurs joueurs de son histoire. Les joueurs de cette liste ayant joués pour Villa sont : Danny Blanchflower, Trevor Ford, Archie Hunter, Sam Hardy, Paul McGrath, Peter Schmeichel et Clem Stephenson (en). Trois joueurs d'Aston Villa ont remporté le titre de Joueur de l'année PFA du Championnat d'Angleterre.
À la fin de chaque saison, les membres de la PFA votent pour le meilleur joueur de la saison. En 1977, Andy Gray remporte le trophée. En 1990, c'est David Platt, puis Paul McGrath en 1993.
Le titre de jeune joueur de l'année PFA récompense les joueurs de moins de 23 ans. Quatre joueurs de Villa l'ont emporté : Andy Gray en 1977, Gary Shaw en 1981, Ashley Young en 2009 et James Milner en 2010. Le musée national du football présente l'English Football Hall of Fame où se retrouvent deux équipes de Villa, deux joueurs et un manager d'Aston Villa. Les deux joueurs sont Danny Blanchflower et Peter Schmeichel et le manager est Joe Mercer.
Le 22 juillet 2015, Aston Villa laisse partir son attaquant vedette, Christian Benteke, à Liverpool contre 46,8 millions d'euros. Le buteur belge devient ainsi le transfert le plus cher de l'histoire du club.
En 2006, Aston Villa annonce la création d'un Aston Villa Hall of Fame. Les 12 personnalités y figurant ont été choisis par les supporters.
| - William McGregor - George Ramsay - Trevor Ford - Eric Houghton (en) | - Peter McParland - Charlie Aitken - Brian Little - Ron Saunders | - Peter Withe - Dennis Mortimer - Gordon Cowans - Paul McGrath |

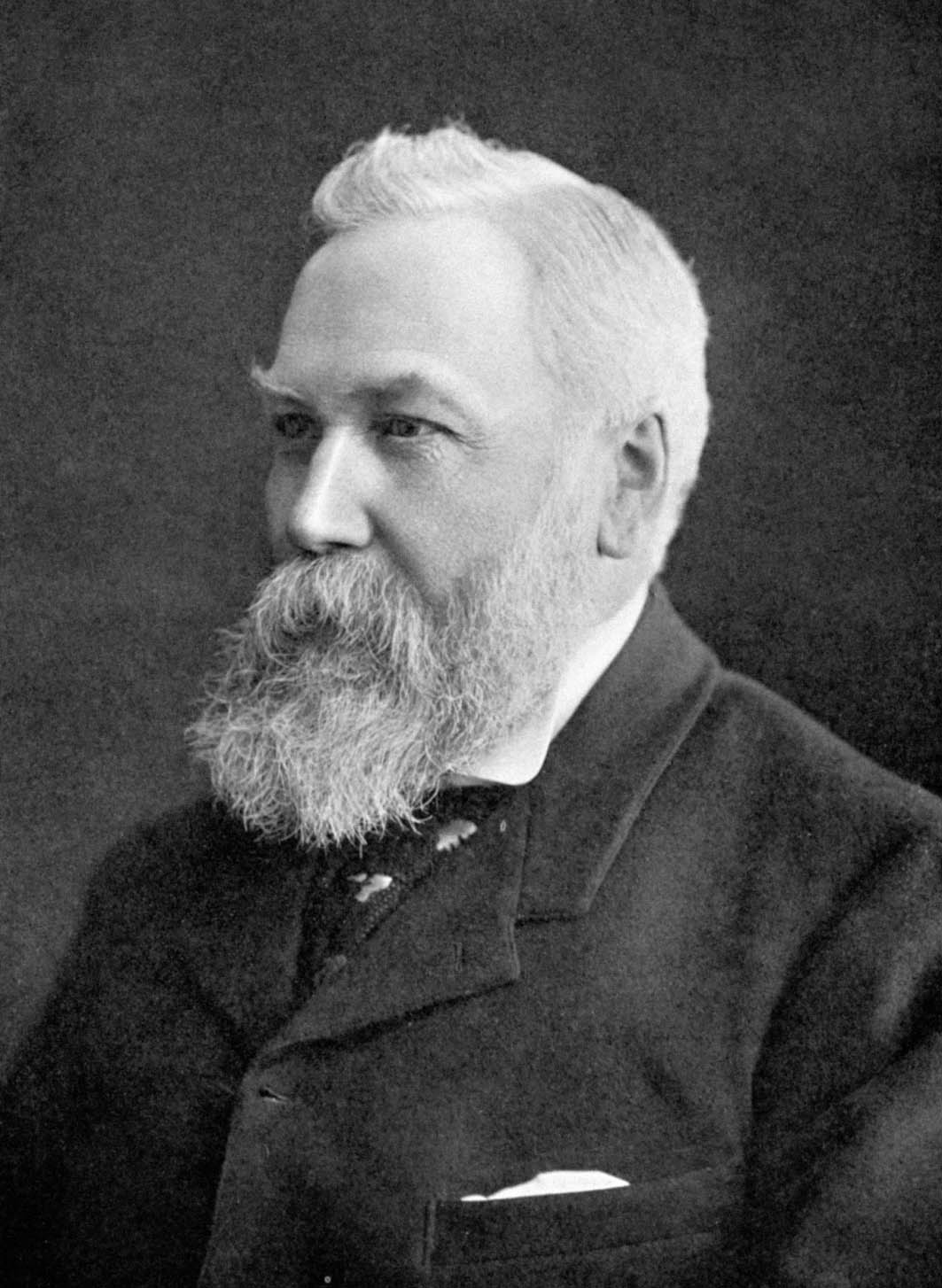
William McGregor, président du club et membre fondateur de la Football League.
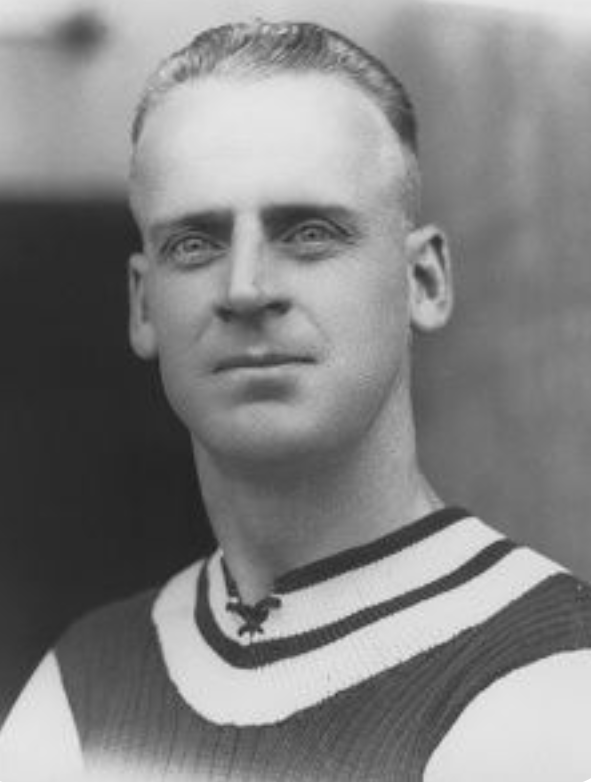
Billy Walker, meilleur buteur de l'histoire du club.

### Effectif professionnel actuel
Le premier tableau liste l'effectif professionnel d'Aston Villa pour la saison 2025-2026. Le second recense les prêts effectués par le club lors de cette même saison.
En grisé, les sélections de joueurs internationaux chez les jeunes mais n'ayant jamais été appelés aux échelons supérieurs une fois l'âge-limite dépassé ou les joueurs ayant pris leur retraite internationale.

## Soutien et image

### Supporters

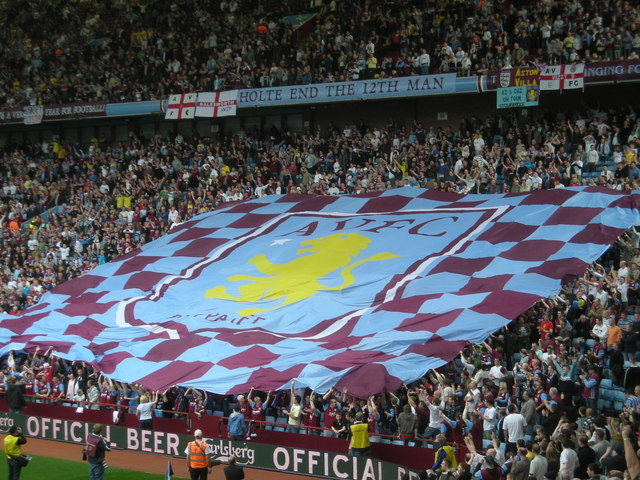
Tifo des supporters d'Aston Villa.

Aston Villa possède de nombreux et fidèles supporters dans la région des Midlands et au-delà. En mars 2011, des supporters du club ont créé un hymne afin d'améliorer l'ambiance au Villa Park. La chanson Bell's are ringing est diffusée et entonnée au début de chaque match à l'entrée des joueurs sur la pelouse, depuis sa réintroduction officielle en 2011.
Comme beaucoup de clubs anglais, Aston Villa compte parmi ses supporters de nombreux groupes de hooligans, notamment les Villa Youth, les Steamers, les Villa Hardcore et le C-Crew très actif dans les années 1970 et 80. En 2004, des groupes de supporters furent impliqués dans une bagarre avec des supporters des Queens Park Rangers aux alentours du Villa Park, faisant un mort, un stewart.
Les principaux groupes de supporters peuvent maintenant être trouvés dans un certain nombre de clubs de supporters dans toute l'Angleterre et à l'étranger. Des supporters ont aussi créé des fanzines comme Heroes and Villains et The Holy Trinity.

#### Fans célèbres
- Ozzy Osbourne et Tony Iommi, chanteur et guitariste de Black Sabbath[42]
- Tom Hanks, acteur
- David Cameron, homme politique et ancien premier ministre du Royaume-Uni
- William de Cambridge, membre de la Famille royale britannique et petit-fils de Élisabeth II
- Nigel Kennedy, violoniste
- Oliver Phelps, acteur
- Pauline McLynn, actrice
- Martin Shaw, acteur
- Mark Williams, acteur
- Mervyn King, économiste
- Jacqui Smith, femme politique
- Lee Child, écrivain
- Tom Parsons, athlète spécialiste en Saut en hauteur
- Kris Marshall, acteur
- Brendan Gleeson, acteur
- Simon Le Bon et Roger Taylor du groupe Duran Duran
- David Bradley, acteur
- Benjamin Zephaniah, écrivain
- Jane Sixsmith, joueuse de Hockey sur gazon
- Justin Rose, golfeur

### Rivalités

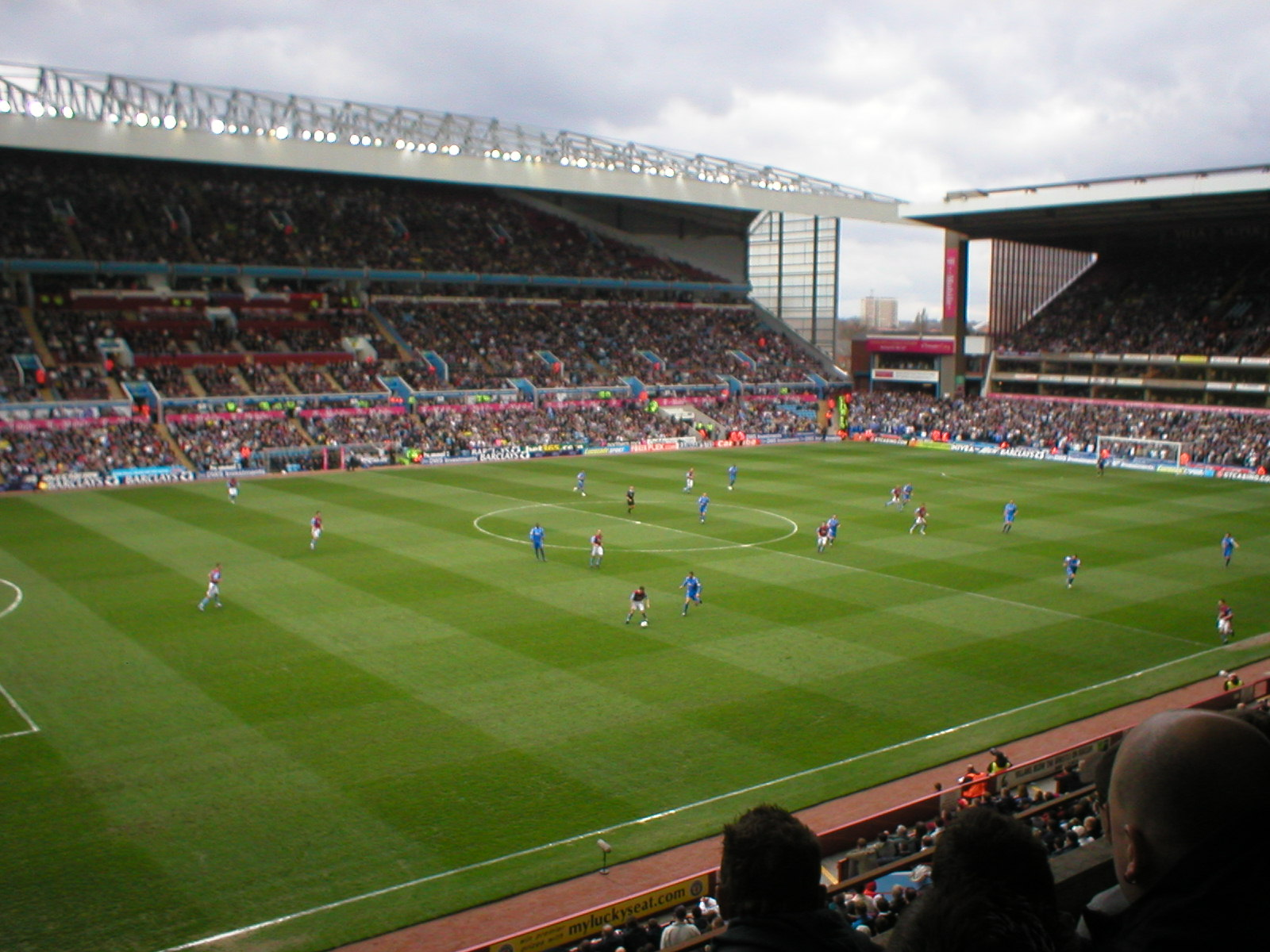
Scène du derby face à Birmingham à Villa Park.

Le principal rival d'Aston Villa est Birmingham City, dont les oppositions sont appelées Second City derby. Historiquement, West Bromwich Albion a sans doute été le plus grand rival de Villa, fait mis en évidence par une étude auprès des supporteurs, réalisée en 2003. Les deux équipes ont disputé trois FA Cup dans les années 1890. Une rivalité régionale beaucoup moins forte existe aussi avec Wolverhampton Wanderers et Coventry City.
À la suite de la relégation de West Bromwich Albion et de Birmingham City en 2006, Villa fut le seul club de la région des Midlands à disputer la Premier League durant la saison 2006-2007, le club le plus proche, Sheffield United, basé en Yorkshire du Sud, étant à 100 kilomètres. Pour la saison 2010-2011, West Bromwich Albion fut promu, rejoignant ainsi Aston Villa, Wolverhampton et Birmingham City en Premier League, ce qui fut la première fois que les quatre grands clubs du comté des Midlands de l'Ouest disputaient la Premier League durant la même saison. Cependant, Birmingham City fut une fois encore relégué à l'issue de cette saison, puis Wolverhampton la saison suivante.

## Statistiques

Graphique montrant la progression de l'Aston Villa F.C. à travers le système de ligue de football anglais

La saison 2022-2023 est la 109e saison d'Aston Villa dans l'élite du football anglais. Le seul club à avoir passé plus de temps en première division est Everton, avec 120 saisons, faisant d'Aston Villa contre Everton le match le plus joué dans l'élite du football anglais. Aston Villa a été relégué de l'élite du football anglais en 2016, après avoir joué dans chaque saison de la Premier League depuis sa création en 1992-1993, mais a été promu en 2018–2019. Ils sont neuvièmes dans le classement de tous les temps de la Premier League, et ont le cinquième total le plus élevé de grands honneurs (20) remportés par un club anglais.
Aston Villa détient actuellement le record du nombre de buts marqués en ligue par une équipe dans l'élite du football anglais ; 128 buts ont été marqués lors de la saison 1930-1931, un de plus qu'Arsenal qui a remporté la ligue cette saison-là pour la toute première fois, avec Villa en dauphin. L'attaquant de Villa, Archie Hunter, est devenu le premier joueur à marquer à chaque tour de la FA Cup lors de la campagne victorieuse de Villa en 1887. La plus longue série d'invincibilité à domicile de Villa en FA Cup a duré 13 ans et 19 matchs, de 1888 à 1901.
Aston Villa fait partie des six équipes anglaises à avoir remporté la Coupe d'Europe. Ils l'ont fait le 26 mai 1982 à Rotterdam, battant le Bayern Munich 1–0 grâce au but de Peter Withe.

## Dans la culture populaire

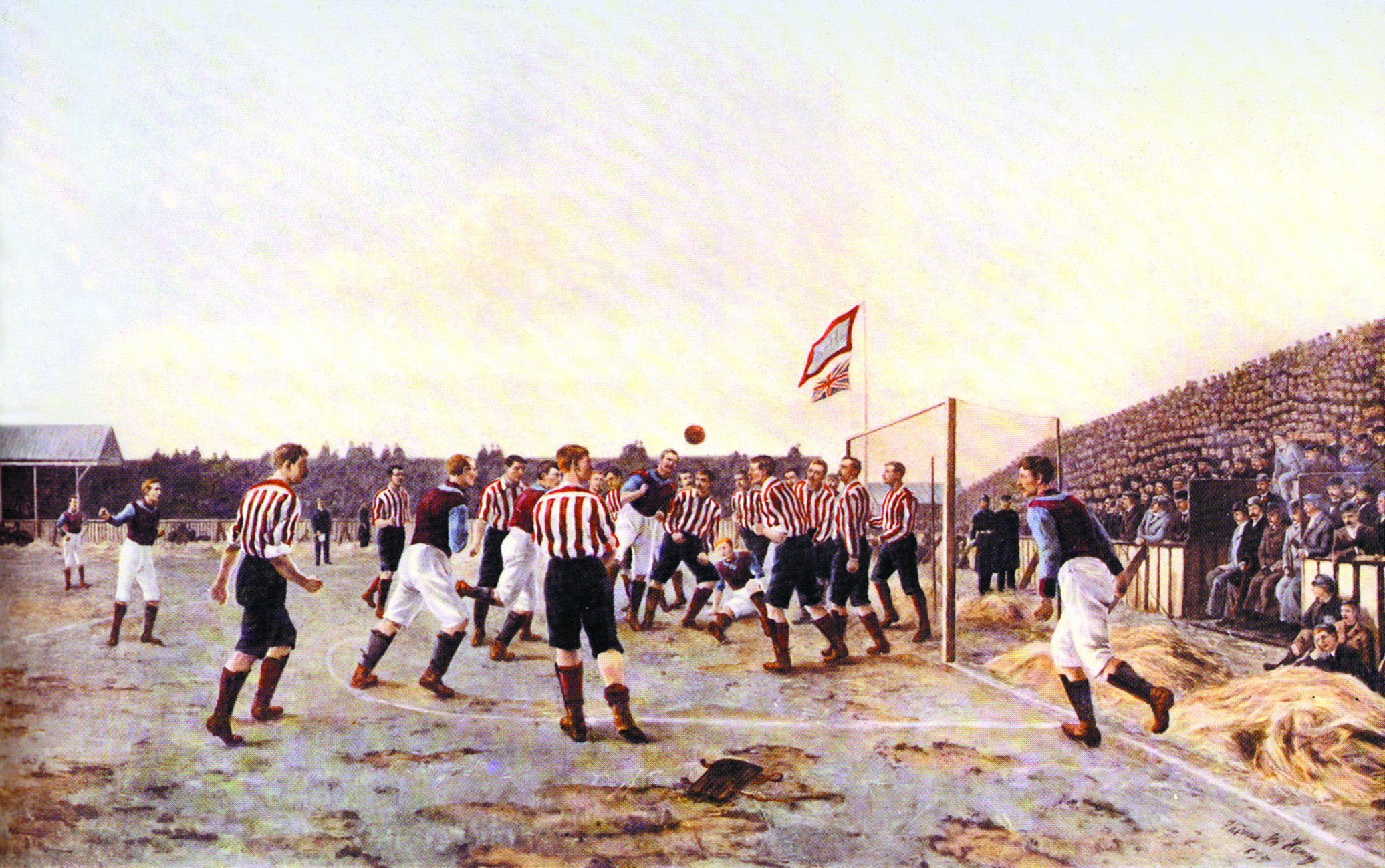
L'une des premières peintures de football au monde, " Sunderland v. Aston Villa 1895" de Thomas MM Hemy, représente un match entre les deux équipes anglaises les plus couronnées de succès de la décennie.

Aston Villa a été le sujet, avec Sunderland, de l'une des premières peintures de football au monde - peut-être la plus ancienne - lorsque, en 1895, l'artiste Thomas M. M. Hemy a peint une image d'un match entre les équipes sur le terrain de Sunderland à l'époque, Newcastle Road.
Un certain nombre de programmes de télévision ont inclus des références à Aston Villa au cours des dernières décennies. Dans la sitcom Porridge, le personnage Lennie Godber est un supporter de Villa. Lors du début du tournage de Dad's Army, le fan de Villa Ian Lavender a pu choisir l'écharpe de Frank Pike parmi un assortiment dans la garde-robe de la BBC ; il a choisi une écharpe couleur claret et bleu – les couleurs d'Aston Villa. Le personnage de Nessa dans la sitcom de la BBC Gavin & Stacey a été révélé être un fan d'Aston Villa dans un épisode diffusé en décembre 2009.
Dans le film de 1952 Trois Dames et un as, le personnage principal Denry Machin (Alec Guinness) devient conseiller municipal et achète les droits du joueur d'Aston Villa né localement 'Callear', le "meilleur avant-centre d'Angleterre", pour le club de football local en difficulté.
Villa a également été mentionné à plusieurs reprises en prose. Stanley Woolley, un personnage du roman Goshawk Squadron de Derek Robinson, qui a été nommé pour le Booker, est un fan d'Aston Villa et nomme une équipe de onze de départ de Villa d'avant-guerre. Avec The Oval, Villa Park est mentionné par le poète Philip Larkin dans son poème sur la Première Guerre mondiale, MCMXIV. Aston Villa est également mentionné dans la pièce de Harold Pinter Le Monte-plats.
Le club est brièvement mentionné dans le premier roman de Aldous Huxley, Jaune de Crome.
Parmi les supporters notables d'Aston Villa figurent le Prince William, l'ancien Premier ministre David Cameron, le musicien Ozzy Osbourne, l'acteur Tom Hanks et le golfeur Justin Rose.

## Aston Villa Women
Aston Villa a une équipe féminine de football qui participe à la Women's Super League, ayant été promue en tant que championnes du 2019-20 FA Women's Championship. Elles ont été fondées sous le nom de Solihull F.C. en 1973 et affiliées à Aston Villa en 1989.